# Griegos
Griegos è un comune spagnolo di 140 abitanti situato nella comunità autonoma dell'Aragona.
Il clima è continentale-mediterraneo, caratterizzato da inverni lunghi e freddi con poca neve, ma dove le temperature possono trascorrere diversi giorni a -15 °C o meno. Le estati sono miti e alcuni giorni è possibile raggiungere temperature negative in estate.